# Hendrik van Rijgersma
Hendrik Elingsz van Rijgersma (Lemmer, 5 januari 1835 – Sint Maarten, 4 maart 1877) was een Nederlands arts, bioloog, amateur botanicus, malacoloog en ichthyoloog.

## Biografie
De in Friesland geboren Rijgersma studeerde geneeskunde en werd arts in 1858. Hij was vervolgens huisarts in Jisp en later op het eiland Marken. In 1861 huwde hij Maria Henriette Gräfing, met wie hij zeven kinderen kreeg, geboren tussen 1862 en 1874.
Van 1863 tot aan zijn overlijden in 1877 diende Rijgersma als gouvernementsarts op het Nederlands Antilliaanse eiland Sint Maarten. In 1863 werd in de Nederlandse koloniën de slavernij afgeschaft. Rijgersma was een van de zes artsen die door de Nederlands overheid was aangesteld voor de gezondheidszorg over de bevrijde slaven.
Naast zijn werkzaamheden als arts was hij in zijn vrije tijd amateur veldbioloog waarbij vele fossielen, planten, vogels, reptielen, vissen, schaal- en schelpdieren en insecten verzamelde. Daarnaast was hij een uitmuntend schilder. Zijn dierenverzamelingen werden door hem naar de Academy of Natural Sciences of Philadelphia verzonden, waarvan hij corresponderend lid was. De planten die hij naar de Berlijnse plantentuin zond, zijn vernietigd. Waarschijnlijk bevinden er ook planten van hem in de Nationaal Herbarium te Leiden. In het Naturhistoriska riksmuseet, het Zweedse Museum van Natuurgeschiedenis, bevinden zich 129 planten verzameld door van Rijgersma, waarvan 74 met illustratie.
- Gemeinsame Normdatei: 118866958
- International Standard Name Identifier: 0000 0000 3252 0116
- Library of Congress Control Number: n88682422
- Nationale Bibliotheek van Israël: 987007315581605171
- Nederlandse Thesaurus van Auteursnamen: 071113274
- RKD-Nederlands Instituut voor Kunstgeschiedenis: 251507
- Virtual International Authority File: 10643528
- WorldCat: E39PBJk8WPJRtQJcX6DtVrr6rq